# صومعه زدازنی
صومعه زدازنی (به گرجی: ზედაზნის მონასტერი) یک صومعه در گرجستان است که در متسختا-متیانتی واقع شده‌است.